# Purtător de cuvânt
Un purtător de cuvânt este o persoană angajată sau aleasă pentru a vorbi în numele altora, reprezentându-le interesele. De asemenea, poate fi o persoană fizică sau juridică împuternicită să difuzeze în țară și în străinătate știri și textele documentelor oficiale sau ale unor organizații, instituții etc.

## Funcția și sarcinile
În lumea actuală, sensibilă la mass-media, este din ce în ce mai probabil că multe organizații angajează în acest rol profesioniști cu pregătire în jurnalism, comunicare, relații publice și administrație publică, pentru a se asigura că anunțurile publice sunt făcute cât mai adecvat și prin canalele cele mai potrivite, pentru a maximiza impactul mesajelor favorabile și a minimiza impactul mesajelor nefavorabile.
Uneori în rolul de purtător de cuvânt sunt preferate celebrități populare, cum ar fi vedete ale sportului (de exemplu Michael Jordan pentru Nike și Coca-Cola) sau vedete de televiziune și film (cum ar fi Beyoncé pentru Pepsi și L'Oreal), astfel de persoane fiind adesea preferate pentru publicitatea comercială.

## Responsabilități
Spre deosebire de o persoană care își exprimă o părere personală, datoria unui purtător de cuvânt este să reprezinte și să susțină cu fidelitate pozițiile celor în numele cărora vorbește, chiar și atunci când afirmațiile diferă de propria lor opinie. Drept urmare, purtătorii de cuvânt sunt, în general, selectați dintre angajații de lungă durată, cu experiență, sau alte persoane despre care se știe că susțin obiectivele celor care i-au angajat.

## Reprezentativitate
O corporație poate fi reprezentată în public de către directorul general, președinte, directorul financiar⁠(d), consilierul juridic sau consilierul juridic extern. La nivel de zi de zi și pentru anunțurile de rutină activitatea poate fi delegată departamentelor de comunicare ale corporațiilor sau de relații cu investitorii (sau echivalente), care vor acționa ca purtători de cuvânt.
În anumite organizații guvernamentale (de exemplu pentru oraș, județ, inspectorat școlar, guvern și poliție sau pompieri), coordonatorul comunicărilor este „ofițerul de presă”. Responsabilitatea principală a ofițerilor de presă este să furnizeze informații publicului și mass-mediei după cum este necesar și să îndeplinească cerințele legale.
Un alt aspect este legat de domeniul din care fac parte. De exemplu, într-un colectiv de fizicieni care fac cercetări în fizica particulelor, purtătorul de cuvânt este principalul om de știință al colectivului, nu un vorbitor oarecare. Fiecare colectiv alege rolurile și responsabilitățile purtătorului de cuvânt conform scopurilor interne, având în vedere că de obicei purtătorii de cuvânt au și rolul de a ține legătura cu laboratorul tutelar și/sau finanțatori.